# Elmantis trincomaliae
Elmantis trincomaliae är en bönsyrseart som beskrevs av Henri Saussure 1869. Elmantis trincomaliae ingår i släktet Elmantis och familjen Mantidae. Inga underarter finns listade i Catalogue of Life.